# Усомнившийся Макар
«Усомни́вшийся Мака́р» — сатирический рассказ (притча) русского советского писателя Андрея Платонова, написанный и впервые опубликованный в 1929 году. После первой публикации в журнале «Октябрь» рассказ не переиздавался в СССР в течение 58 лет; повторная публикация состоялась лишь во время Перестройки в 1987 году.

## История публикации
Рассказ был напечатан в 1929 году в сентябрьском номере журнала «Октябрь» (№ 9), главным редактором которого в то время был Александр Фадеев. После выхода из печати на Платонова обрушился шквал литературной критики.
В ноябрьском номере «Октября» за авторством одного из лидеров РАППа Леопольда Авербаха появилась критическая статья «О целостных масштабах и частных Макарах». В ней Авербах упрекал рассказ Платонова в анархической антигосударственности, противопоставлении города и деревни, называл рассказ «идеологическим отражением сопротивляющейся мелкой буржуазии».
В том же номере было опубликовано примечание от редакции журнала, подписанное Фадеевым, Серафимовичем и Шолоховым, где было сказано: «Редакция разделяет точку зрения т. Авербаха на рассказ „Усомнившийся Макар“ А. Платонова и напечатание рассказа считает ошибкой».
Рассказ вызвал отрицательную реакцию Сталина. В декабре 1929 года в письме революционерке Розалии Землячке Фадеев писал: «Я прозевал недавно идеологически двусмысленный рассказ А. Платонова „Усомнившийся Макар“, за что мне поделом попало от Сталина, — рассказ анархистский…».
Литературный критик Григорий Корабельников позже, в 1930 году выдвигал Платонову обвинения идеологического характера: неверие в реальные возможности пролетарского государственного аппарата, преувеличение его бюрократических извращений, анархическое бунтарство против пролетарского государства.
В 1970—1980-е годы в СССР стали появляться первые научные статьи и монографии, посвящённые творчеству Платонова. Они предлагали иной взгляд на рассказ «Усомнившийся Макар», отличный от разгромной критики в момент выхода произведения. Если критики 1920—1930-х годов выступали с позиций противопоставления «личного» и «общественного», где «личное» было синонимом ячества, шкурничества, себялюбия, приоритета индивидуализма над коллективизмом, то литературоведы 1970-х подходили к восприятию рассказа иначе, совершенно противоположно. Например Л. Иванова считает, что «Платонов видел прогресс социализма в конечном прогрессе человеческого духа, а его смысл — не в разъединении, а в объединении двух начал: „целостных масштабов“ и „частных Макаров“, далёкого и близкого, абстрактного и конкретного, умственного и физического труда, в праве человека быть не только исполнителем, частью целого, но и думающим активным индивидуумом, способным решать и отвечать за свои решения». По мнению Н. Полтавцевой Макар и Пётр в рассказе изображены не сатирично, а лирико-иронично, а объектом сатиры в рассказе являются новоиспечённые цезари и бюрократы.
Несмотря на это, ни при Хрущёве в период оттепели, ни при Брежневе рассказ не переиздавали. Повторная публикация его состоялась лишь в годы Перестройки, когда в печати стали появляться ранее запрещённые к изданию в СССР произведения, либо вышедшие очень давно и долгие годы не переиздававшиеся. В 1987 году рассказ был напечатан в журнале «Литературная учёба» (№ 4, апрель), в 1988—1989 годах различными издательствами было выпущено несколько сборников произведений Платонова, куда был включён этот рассказ.